# Lubomir Ganew
Lubomir Eftimow Ganew (bułg Любомир Ефтимов Ганев; ur. 6 października 1965 roku w Ruse) – były bułgarski siatkarz, reprezentant Bułgarii. W latach 1985–1998 reprezentował kadrę Bułgarii.